# Zbigniew Szawarski
Zbigniew Szawarski (ur. 1941) – polski etyk i filozof medycyny, doktor habilitowany, profesor nadzwyczajny Uniwersytetu Warszawskiego, pracownik Narodowego Instytutu Zdrowia Publicznego – Państwowego Zakładu Higieny.

## Życiorys
Od 1963 związany z Instytutem Filozofii Uniwersytetu Warszawskiego, na tej uczelni obronił doktorat i uzyskał stopień naukowy doktora habilitowanego. Został profesorem nadzwyczajnym w Instytucie Filozofii Wydziału Filozofii i Socjologii Uniwersytetu Warszawskiego. Objął stanowisko głównego specjalisty w Narodowym Instytucie Zdrowia Publicznego – Państwowym Zakładzie Higieny.
Był sekretarzem Komitetu Etyki w Nauce Polskiej Akademii Nauk. Został przewodniczącym Komitetu Bioetyki PAN oraz członkiem Komitetu Narodowego do spraw Współpracy z Europejską Siecią Komisji do spraw Rzetelności w Nauce (ENRIO).

## Życie osobiste
Zbigniew Szawarski ma dwoje dorosłych dzieci. Do jego zainteresowań należy również literatura, muzyka oraz podróże.

## Wybrane publikacje
- Mądrość i sztuka leczenia (2005)
- Rozmowy o etyce (1987)
- W kręgu życia i śmierci: moralne problemy medycyny współczesnej (red. nauk., 1987)
- Zarys moralności socjalistycznej (1981)
- Etyka małżeństwa i rodziny (1979)
- W poczuciu obywatelskiej odpowiedzialności (1979)
- Co to jest moralność (1979)
- Problemy etyki marksistowskiej: wybór tekstów (oprac., 1970)[1]